# Desejada
Desejada é uma aldeia de São Tomé e Príncipe, localiza-se ao Norte, no distrito da Lobata, ilha de São Tomé, próxima às localidades das Laranjeiras, Santo Amaro, Aguã Casada, Bela Vista, Nova Cintra e Boa Entrada.